# ثمامة بن الوليد العبسي
ثمامة بن الوليد بن القعقاع العبسي، كان قائدًا عسكريًا عربيًا من أصل عائلي مرمُوق من الشَّام، خدم في الجيش العباسي.

## سيرة شخصية
ينتمي ثُمامة بن الوليد إلى قبيلة بني عبس، وهي جزء من طبقة النبلاء القبلية العربية القديمة، والتي أصبحت مُوالية للسلالة الأموية بعد أن تزوج الخليفة عبد الملك بن مروان (حكم من 685 إلى 705) من ابنة عم جد ثمامة من جدَّهُما القعقاع بن خُليد العبسي.
خدم والده الوليد الخِلافة الأُمَويَّة كقائد وعاملًا على قِنَّسرين، إلا أن والدهُ الوليد تعرض للتعذيب حتى الموت مع عم ثمامة عبد الملك وأفراد آخرين من الأسرة، وذلك بعد أن عارض الشقيقان خِلافة الوليد بن يزيد (حكم من 743 إلى 744).
استطاع ثُمامة النَّجاة من التطهير الأموي ضد عائلته، وعاصر سُقوط الدَّولة الأُمويَّة على يد الخِلافة العبَّاسيَّة وتأسيسها، فقدم خدماتُه إلى العبَّاسيين، والذين احتووه وعينوه قائدًا ضد الإمبراطورية البيزنطية. وقد قاد الغارات الصيفية السنوية على آسيا الصغرى البيزنطية في عام 777، وفي عام 778، عندما هزمه الجنرال البيزنطي مايكل لاشانودراكون. كما كُلِّف بالحملة عام 779، لكنه فشل بحسب الطبري في تنفيذها، وحل محله القائد المُخضرم الحسن بن قحطبة.
لا يُعرف أي شيء آخر عن ثمامة، لكن ابنه عثمان كان أحد القادة المحليين في قِنَّسرين الذين استغلوا اضطرابات الفتنة الرابعة بين الأمين والمأمُون لاحقًا، ليصبحوا حكامًا مستقلين فعليًا لمنطقتهم الصغيرة.